# جيمي ميلر
جيمي ميلر (بالإنجليزية: Jimmy Millar)‏ (1 يناير 1877 - ) هو لاعب كرة قدم بريطاني (وحمل سابقاً جنسية المملكة المتحدة لبريطانيا العظمى وأيرلندا) في مركز الدفاع. لعب مع برادفورد سيتي ونادي أبردين ونادي ميدلزبره.